# Taşca
Taşca é uma comuna romena localizada no distrito de Neamţ, na região de Moldávia. A comuna possui uma área de 95.63 km² e sua população era de 2719 habitantes segundo o censo de 2007.